# Bak Sheut-sin
Bak Sheut-sin (白雪仙), née sous le nom de Chan Shuliang le 19 mai 1928, aussi connue sous le nom de Bai Xuexian, est une chanteuse d'opéra cantonais de Chine et Hong Kong.

## Biographie
Bak est célèbre pour ses duos avec la vedette de l'opéra cantonais Yam Kim-fai. Deux de ses travaux majeurs sont Le Pavillon aux pivoines et Tai Nui Fa (en). Elle a reçu des récompenses de l'académie des arts du spectacle de Hong Kong et de l'université de Hong Kong pour ses contributions à l'opéra.
En avril 2001, elle reçoit le Lifetime achievement award lors des Hong Kong Film Awards des mains de la Première secrétaire de l'administration Anson Chan, puis le Gold Bauhinia Star de la part du gouvernement de Hong Kong en 2013.